# راسکومب
راسکومب (به انگلیسی: Ruscombe) یک روستا و محله مدنی در بریتانیا است که در ووکینگهام واقع شده‌است. راسکومب ۱٬۰۹۴ نفر جمعیت دارد.